# Liljebille
Liljebille (Lilioceris lilii) er en bille som tilhører familiegruppen bladbiller (Chrysomelidae). Den lever på forskellige liljer og kan være et plagsom dyr i haven. 

## Udviklingen afLilioceris lilii
- Fase 1
- Fase 2
- Fase 3
- Fase 4
- Fase 5
- Fase 6